# KDDI PRIME TIME RADIO
『KDDI PRIME TIME RADIO』（ケーディーディーアイ・プライム・タイム・レディオ）は、2003年10月から2005年3月までTOKYO FMで放送された番組。FM三重を除くJFN37局で放送された。DJはジョージ・ウィリアムズ。KDDIの一社提供。

## 番組概要
前番組の「SUNDAY POWER OF JAPAN」の枠のうち「HEART BEAT SELECTION」と「World Moves」だった枠で放送されたため、放送時間は12:00 - 13:20（FMぐんまでは12:59頃に飛び降り）。13:20 - 13:25はローカルセールス扱いとなった。
直後に放送された「ライブメモリアル」はタイトルそのままに独立番組として（ナビ変更：ケイ→手島）、本番組開始までKDDIが一社提供を務めた「Artist On Line」の枠はCharがDJを務める「ENEOS Rock on the way」に変更となった。
番組終了後の2005年4月からはスポンサーは（ほぼ）そのまま、時間枠そのままに「au DOWNLOAD MUSIC CHART」がスタートした。

## その他
JFN系列では当時、日曜日の時報はSo-netが担当していたが、13時の時報のみ「アースコンシャス」に変更になっている。これは後番組の「au DOWNLOAD MUSIC CHART」についても同様である。
| TOKYO FM・JFN系列 日曜日 12:00 - 13:20枠 | TOKYO FM・JFN系列 日曜日 12:00 - 13:20枠 | TOKYO FM・JFN系列 日曜日 12:00 - 13:20枠 |
| 前番組                                   | 番組名                                   | 次番組                                   |
| ---------------------------------------- | ---------------------------------------- | ---------------------------------------- |
| SUNDAY POWER OF JAPAN ※12:00 - 13:55     | KDDI PRIME TIME RADIO                    | au DOWNLOAD MUSIC CHART                  |